# Slangalger
Slangalger (Vaucheria) är ett släkte gulgrönalger i familjen Vaucheriaceae, ordningen Vaucheriales. De finns både på land, i sötvatten och i havsvatten.  Algerna är coenocytiska vilket innebär att avgränsande cellväggar inte finns, utan varje slang (sifon) kan sägas utgöra en enda lång cell fast med åtskilliga cellkärnor och många kloroplaster. I mitten av varje slang finns en stor vakuol, kring vilken cellinnehållet strömmar ("cytoplasmic streaming"). Slangarna kan fokusera ljuset i kanterna på slangen, vilket kan förklara förför ljus medför att kloroplasterna samlas längs med kanterna. Plastiderna kan också ändra orientering beroende på ljuset. Sifonerna ("slangarna") är i allmänhet oförgrenade.
I de långa coenocytiska slangformiga rören har gjort Vaucheria till en modellorganism. Till exempel har man visat att blått ljus ökar möjligheten till förgreningar.
Livscykeln är diplontisk. Sålunda är endast gameterna haploida medan algen i övrigt är diploid. Meiosen sker strax före bildningen av gameter. Slangalgerna har oogami: en liten spermie befruktar ett stort ägg. Slangalgerna kan också föröka sig asexuellt. Bildning av gameter och zoosporer är de enda tillfällen då mellanliggande cellväggar bildas.
I hela världen finns omkring 70 arter av slangalger, i Europas vatten omkring 40 kända arter. I Östersjön finns omkring 15 arter från Skåne till Norrbotten. Svartskinna (Vaucheria dichotoma) anses vara den mest allmänna arten utanför den svenska kusten.
En del slangalger växer på fuktiga jordfläckar på strandängar medan andra lever på mjukbotten. Slangalgerna kan vara mattbildande på 1–7 meters djup. Miljön under sådana mattor kan lätt bli anaerobisk. I dessa miljöer bildar bakterier gasen metan. Tillväxten sker främst på höst och vårvinter.()
Slangalgerna kan ytligt förväxlas med vissa grönalger, till exempel Spirogyra.